# Döttingen
Döttingen es una comuna suiza del cantón de Argovia, situada en el distrito de Zurzach. Limita al norte con la comuna de Klingnau, al noreste con Bad Zurzach, al este con Tegerfelden, al sur con Würenlingen, y al oeste con Böttstein.
La comuna es conocida por ser la sede de la central nuclear de Beznau.